# 謝石
谢石（327年—389年1月27日），字石奴，陈郡阳夏（今河南太康）人。晋朝大臣，谢裒第五子，太保谢安之弟。最大功勳是統領謝玄等人為東晉於淝水之戰戰勝前秦。

## 生平
謝石最初任秘书郎，歷任黃門侍郎、征虜將軍、尚書等職。太元四年（379年），前秦將領俱難及彭超在攻下彭城及淮陰後南侵淮南地區，六萬大軍逼近廣陵，謝石領水軍在涂中抵禦。及後在謝玄、何謙等人的進攻下於君川大敗前秦，成功解除了危機。戰後謝石以功封興平縣伯。
太元六年（381年），謝石升任尚书仆射。太元八年（383年）前秦天王苻坚派遣大軍南侵，前鋒苻融率兵二十五萬渡過淮河。朝廷於是讓他解任尚書僕射，以征虜將軍假節為征討大都督，與侄兒謝琰、謝玄及西中郎將桓伊等領兵抵抗。
前秦於十月攻陷壽陽後，苻堅留大軍在後，與八千輕騎到壽陽親自督戰，並派晉朝舊將朱序向謝石勸降。但朱序卻向謝石建議在前秦大軍未到齊前擊敗其前鋒，從而奪其士氣，大敗前秦。當時謝石畏懼前秦大軍，打算不戰堅守而拖延戰事；然而謝琰卻勸謝石聽從朱序所言。下月謝玄所派的劉牢之擊潰梁成後，謝石領兵水陸並進，逼近壽陽，並與前秦軍隔著淝水對峙。謝玄等更成功勸說苻堅讓前秦軍後退決戰，乘秦軍後撤崩潰時率軍進擊，大敗前秦，獲得淝水之戰的勝利。戰後謝石以功遷中軍將軍、尚書令，進封南康郡公。
任內，謝石以學校敗壞，上請興復國學，教導士族子弟，並命各州郡都興修鄉校。上奏獲晉孝武帝接納。
太元十年（385年），謝石兄謝安去世，謝石遷衞將軍，加散騎常侍，尚書令如故。當時謝石因公事而與吏部郎王恭互相批評，王恭忿恨而請求去職；謝石亦上請退位。當時謝石自行離職，於是被檢舉並被免官。及後朝廷下詔命其返回原職，但一年多仍不應命；謝石更多次上表求退，亦遭拒絕。謝石及後便請求依照王彪之在府中總理尚書令事務的前例，才獲得批准。太元十三年十二月己亥（389年1月26日），謝石病重，加開府儀同三司及鼓吹隊。然而，謝石尚未拜受就於次日去世，享年六十二歲。朝廷追贈司空。
議定謝石的諡號時，太學博士范弘之雖然認為謝石戰功及提倡興辦學校功不可沒，但因其貪婪奢華的行為而指責謝石，故此結合其淝水大功及貪婪的惡行而建議諡為襄墨公。然而最終朝廷都只取彰顯其功勳的「襄」為其諡號，諡為襄公。

## 性格特徵
- 謝石年輕時就在面上長毒瘡，多番治療亦不能治癒。一次夜間有東西來舔其毒瘡，毒瘡竟然痊癒了，並在舔處留下白色的痕跡，故謝石又被稱為「謝白面」。
- 謝石無別的才幹，只因身為謝安弟弟及在淝水之戰中立下大功才能居於顯要官位，而他为人贪婪無厭，为时人不齿。

## 逸事
- 淝水之戰前，前秦國內就有童謠說：「誰謂爾堅？石打碎！」征西大將軍桓豁故此就將兒子的名字都加個石字。然而，謝石卻在擊潰苻堅及動搖前秦全國的淝水之戰中擔當統領各軍的征討大都督，故此謝石可謂應了此歌謠之讖。

## 家庭

### 兄弟
- 謝奕，謝石長兄，東晉安西將軍、豫州刺史。
- 謝據，謝石次兄，早卒。
- 謝安，謝石三兄，東晉重要政治家，官至太保、衛將軍、都督十五州諸軍事。
- 謝萬，謝石四兄，東晉西中郎將、豫州刺史。
- 謝鐵，謝石六弟，東晉永嘉太守。

### 妻
- 諸葛文熊，諸葛恢幼女。

### 子
- 謝汪，嗣爵，早卒。

## 延伸阅读
[在维基数据编辑]
 《晉書·卷079》，出自房玄齡《晉書》